# Sabrina Reghaïssia
Sabrina Reghaïssia (née le 16 octobre 1983 à Amiens) est une ancienne joueuse et désormais entraîneuse française de basket-ball. En tant que joueuse, elle évoluait au poste d’Intérieure.

## Biographie
Elle commence le basket-ball en Picardie avant de rejoindre pour un an le Centre fédéral (1999-2000). Elle passe ensuite deux saisons à Calais, puis deux autres saisons (2002-2004) à Villeneuve d’Ascq . Elle rejoint Bourges (2004-2006) où elle décrochera son premier titre de championne de France. Après une saison à Lattes-Montpellier, elle retrouve le nord de la France à Valenciennes (2007-2008) puis au Hainaut Basket après la fusion entre l’USVO et l’USAPH.
Afin de pallier la blessure d'Emmanuelle Hermouet, Jacques Commères, le sélectionneur de l'Équipe de France, l'a incorporée au groupe qui prépare le prochain Championnat d'Europe 2007 qui aura lieu en Italie. Elle avait déjà participé aux stages de l'équipe de France lors de l'exercice précédent.
En 2011, après une pause de quelques mois dans sa carrière, elle s'engage à Arras.
Après une saison 2012-2013 à Basket Landes (5,5 points et 3,9 rebonds), elle s'engage pour la saison suivante à Tarbes. Après deux années à Tarbes, elle rejoint Toulouse à l'été 2015.
En 2015-2016, elle ne peut empêcher la relégation de Toulouse malgré avec 7,7 points et 4,2 rebonds de moyenne. Elle retrouve Arras en Ligue 2 pour relancer sa carrière.
À la fin de la saison de Ligue 2 2017-2018 avec Arras, elle annonce sa fin de carrière sportive.

## Club

### En tant que joueuse
- 1999-2000 :  INSEP
- 2000-2002 :  COB Calais
- 2002-2004 :  Entente Sportive Basket de Villeneuve-d'Ascq - Lille Métropole
- 2004-2006 :  CJM Bourges Basket
- 2006-2007 :  Lattes Montpellier Agglomération Basket
- 2007-2008 :  Union sportive Valenciennes Olympic
- 2008-2009 :  Union Hainaut Basket
- 2009-2010 :  Basket Landes
- 2010-2011 :  Pays d'Aix Basket 13
- 2011-2012 :  Arras Pays d'Artois basket féminin
- 2012-2013 :  Basket Landes
- 2013-2015 :  Tarbes Gespe Bigorre
- 2015-2016 :  Toulouse Métropole Basket
- 2016-2018 :  Arras Pays d'Artois basket féminin

### En tant qu’entraîneuse
- 2018-2020 :  Union Tarbes-Lourdes Pyrénées Basket (NM1) (assistante)
- 2020- :  Tarbes Gespe Bigorre (U15F Élite) (assistante)
- 2023 :  Équipe de France féminine des 20 ans et moins (staff)

## Palmarès

### Club
- Championne de France 2006
- Finaliste du Championnat de France 2005
- Vainqueur de la Coupe de France 2005, 2006, 2012
- Vainqueur du Tournoi de la Fédération 2006
- Finaliste du Tournoi de la Fédération 2005
- Vainqueur du Challenge round 2015[8]

### Sélection nationale

#### Compétitions de jeunes
- Médaille de bronze au Championnat du monde des moins de 21 ans 2003 à Šibenik,  Croatie
- Médaille de bronze au championnat d'Europe cadettes 1999 à Tulcea,  Roumanie

#### Autres
- Première sélection le 9 août 2002 à Saint-Brieuc contre la Belgique
- 53 sélections en équipe de France, 118 points marqués

## Distinction personnelle
- MVP de la finale de la coupe de France 2012 à Paris Bercy.
- Vainqueur du concours à 3pts au BdB'Tour à Saint-Erme (match de gala au profit de l'association Le Ballon du Bonheur).